# I-25
I-25 (англ. Interstate 25) — межштатная автомагистраль в Соединённых Штатах Америки, длиной 1062,77 мили (1710,36 км). Проходит по территории трёх штатов.
| Штат  | миль    | км      |
| ----- | ------- | ------- |
| NM    | 462,12  | 744,15  |
| CO    | 305,04  | 490,91  |
| WY    | 300,95  | 484,62  |
| Всего | 1068,11 | 1719,68 |

## Маршрут магистрали

### Колорадо
Проходит через город Торнтон.

### Вайоминг
I-25 входит в штат на 13 км к югу от столицы штата, Шайенн (Вайоминг). Затем дорога ведёт на север, к Дугласу, пересекая многочисленные плато и железнодорожные пути. Обычно, можно увидеть очень длинные поезда движущиеся вдоль дороги. Около Дугласа, дорога направляется несколько на запад, в сторону Каспера. После Каспера дорога поворачивает на север, вплоть до Баффало, где заканчивается на пересечение с шоссе I-90.

## Основные пересечения
- I-10,Лас-Крусес (Нью-Мексико)
- U.S. Route 60,Сокорро (Нью-Мексико)
- I-40, Альбукерке (Нью-Мексико)
- U.S. Route 50, Пуэбло (Колорадо)
- E-470/C-470, Одинокое дерево (Колорадо)
- I-225, Денвер (Колорадо)
- I-70, Денвер (Колорадо)
- I-76, Вэлби (Колорадо)
- I-270,  Вэлби (Колорадо)
- Northwest Parkway/E-470, Брумфилд (Колорадо)
- I-80, Шайенн (Вайоминг)
- I-90, Баффало (Вайоминг)

## Вспомогательные трассы
- I-220
- Business routes of Interstate 25